# Howhannes Tumanian
Howhannes Tumanian (ur. 19 lutego 1869, zm. 23 marca 1923) – ormiański poeta i tłumacz.

## Życiorys
Urodzony w rodzinie księdza. Od 1887 pracował w ormiańskiej kurii biskupiej w Tbilisi, a następnie w biurze Armeńskiego Towarzystwa Wydawniczego (do 1893). Zaczął pisać w połowie lat 80 XIX wieku, współpracując z ormiańskimi gazetami i czasopismami. Wraz z wydaniem pierwszych zbiorów wierszy jego poezja zyskała publiczne uznanie. W swojej twórczości prezentował konflikty społeczne i psychologiczne, zwyczaje i tradycje ludu, walkę z uciskiem feudalnym, inspirując się ormiańskim folklorem i legendami. Przełom XIX i XX wieku uznany jest za dojrzały okres w twórczości Tumaniana,co reprezentują wiersze „Maro” (1887, opublikowane 1892), „Lorreci Sakon” (1889, opublikowany 1890), a zwłaszcza „Anusz” (1890, opublikowany 1892, 2. wydanie 1901-02, opublikowany 1903). Pod jego kierownictwem w Tbilisi zorganizowane zostało koło literackie „Wernatun” („Poddasze”), do którego przystąpili czołowi pisarze ormiańscy. W latach 1912–1921 był przewodniczącym Kaukaskiego Towarzystwa Pisarzy Armeńskich.
Po 1900 Tumanian poświęcił się również literaturze dziecięcej – redagował magazyn dla dzieci Hasker (założony w 1905).
Angażował się również społecznie i politycznie: w latach 1905–1907 czynnie sprzeciwiał się krwawym starciom międzyetnicznym pomiędzy Ormianami i Tatarami. Za swoją działalność był dwukrotnie aresztowany – w 1908 i 1911. Poparł rewolucję październikową i sowiecką władzę w Armenii. Był przewodniczącym Komitetu Pomocy Armenii (1921–1922).
Wywarł duży wpływ na literaturę ormiańską. Jego dzieła doczekały się tłumaczeń na wiele języków, licznych adaptacji filmowych i teatralnych.